# Cortes Island
Cortes Island ist eine Insel am nördlichen Ende der Straße von Georgia. Sie liegt im Strathcona Regional District in British Columbia in Kanada und ist Teil der Discovery Islands. Die Insel ist im Nordosten durch den Lewis Channel von West Redonda Island und im Osten vom Desolation Sound von der Malaspina-Halbinsel getrennt. Die 1007 Einwohner der Insel (ohne die Bewohner des First Nation Reservat Tork No. 7) verteilen sich auf die drei Orte Mansons Landing, Squirrel Cove und Whaletown.
Auf Cortes Island finden sich drei der Provincial Parks in British Columbia, im Süden der Insel der Smelt Bay Provincial Park, im zentralen Westen der Mansons Landing Provincial Park sowie im Nordwesten der Háthayim Marine Provincial Park.
Im zentralen Osten der Insel findet sich ein etwa 288 ha großes Indian reserve („Tork No. 7“) der Klahoose. In dem Reservate leben etwa 60 Menschen.

## Verkehr
Die Insel ist mit einer Fähre von Quadra Island, einem Wasserflugzeug oder einem Flug zum Privatflugplatz Cortes Island (Hansen Airfield) Airport zu erreichen.

## Wirtschaft
Früher gab es auf der Insel Fischfang, Holzfällerei und Kohleabbau. Heute befindet sich ein Campingplatz in der Nähe des Smelt Bay Provincial Parks.

## Geschichte
Die Insel gehörte zu den traditionellen Territorien der Klahoose und Tla’amin (Sliammon).
1792 wurde die Insel, ebenso wie das benachbarte Hernando Island, während einer Expedition von Dionisio Alcalá Galiano und Cayetano Valdés y Flores nach Hernán Cortés benannt.
1862 erreichte eine schwere Pockenepidemie die Klahoose. Reste eines anderen Stammes wurden mit den überlebenden Klahoose vereint und nach Squirrel Cove umgesiedelt, ans Ostende der Cortes-Insel. Ähnlich erging es den Tla’amin. Heute finden sich zwei Reservate (Tork No. 7 und Squirrel Cove No. 8) mit insgesamt etwas mehr als 300 ha an der Ostküste der Insel.
Zahlreiche Walfänger – 1869 wurde eine Station in Whaletown errichtet – lebten vom Export. Doch innerhalb von zwei Jahren brach die Walpopulation völlig zusammen, die Station wurde wieder geschlossen. Ende der 1860er Jahre kamen Missionare vom Orden der Oblaten auf die Insel.
Michael Manson von den Shetland-Inseln kam 1886 als erster Siedler auf die Insel und gründete beim heutigen Manson's Landing einen Handelsposten. Seine Dampfboote und die von den Klahoose und ihren Nachbarn gefangenen Fische versorgten die Kohleminen. Die gemeinsame Fangflotte der Sliammon, Klahoose und Homalco umfasste vor 1970 mehr als 100 Boote. 1893 eröffnete das erste Postamt für die 40 Einwohner der Insel, wenige Jahre später wurden 12 Schüler unterrichtet.
Die erste Kirche wurde 1896 gebaut. Große Teile des traditionellen Gebietes wurden verkauft, die Klahoose hatten jedoch, wie alle First Nations, kein Kaufrecht. Ab 1920 mussten die Kinder die Residential School in Sechelt besuchen, die bis 1975 bestand. Zunächst erhielt die Insel eine Fährverbindung nach Quadra Island, 1969 nach Vancouver. In den vierziger Jahren verschwand das Watchman-System, ein ursprüngliches Mediations- und Ausgleichssystem, das von den Oblaten zunehmend zu einem Kontroll- und Bestrafungssystem umfunktioniert worden war.
1989 protestierten zahlreiche Bewohner von Cortes Island gegen Kahlschläge des Holzunternehmens MacMillan Bloedel. Zehn Jahre später unterzeichnete der Häuptling der Klahoose, Kathy Francis, einen Vertrag zur ökologischen Nutzung des Waldgebietes auf der Insel mit der Cortes Ecoforestry Society. Auslöser war der Verkauf des gesamten Kronlands auf der Insel an Canadian Forest Products Ltd. – ohne Konsultationen mit den Klahoose. Den Klahoose gehörte ein kleines Gebiet im Inselinnern. Die Tla’amin sind bestrebt, ein vertragliches Abkommen mit British Columbia zu schließen.
Island Timberlands erwarb eine Einschlaglizenz für ein Gebiet von 2600 Acre, darunter den letzten Bestand von Douglasien, der noch nie gefällt wurde. Eigentümer der Gesellschaft ist das New Yorker Brookfield Asset Management, das weltweit Einschlagrechte für 2,5 Millionen Acre besitzt. Aufgrund erheblicher Widerstände seitens der Inselbewohner stoppte das Unternehmen seinen im Januar 2012 angekündigten Einschlag.

## In der Belletristik
Von der Nobelpreisträgerin Alice Munro gibt es eine Kurzgeschichte mit dem Titel „Cortes Island“, die im Band The Love of a Good Woman (1998, auf Deutsch im Band Die Liebe einer Frau, 2000) enthalten ist. Die Geschichte spielt zwar nicht auf der Insel, aber es geht darin um gewichtige Erinnerungen eines gelähmten und stummen alten Ehemannes, die sich dort ereignet haben. Dessen Ehefrau, schreibt Heather Mallick im Toronto Star am 10. Oktober 2013, „war einst eine interessante Frau von unersättlicher sexueller Begierde.“ Sein Geheimnis versucht er der jungen Untermieterin zu erzählen.